# 1996 em Portugal
Lista dos principais acontecimentos no ano 1996 em Portugal.

## Incumbentes
- Presidente da República: Mário Soares, Jorge Sampaio
- Presidente da Assembleia da República: António de Almeida Santos (VII Legislatura)
- Primeiro-Ministro: António Guterres (XIII Governo Constitucional)
  - Presidente do Governo Regional dos Açores: Alberto Romão Madruga da Costa (VI Governo Regional), Carlos César (VII Governo Regional)
  - Presidente do Governo Regional da Madeira: Alberto João Jardim (VI Governo Regional, VII Governo Regional)

## Eventos

### Janeiro
- 14 — Eleições presidenciais. As eleições são disputadas apenas entre o ex-Presidente da Câmara de Lisboa, Jorge Sampaio, e o ex-primeiro-ministro Aníbal Cavaco Silva, após a desistência de Jerónimo de Sousa (PCP) e Alberto Matos (UDP). Sampaio vence a eleição com 53.9% da votação, por uma margem de 400 mil votos.[1]

### Março
- 9 — Tomada de posse de Jorge Sampaio enquanto Presidente da República Portuguesa, sucedendo a Mário Soares.[2]

### Abril
- 13 — O Presidente da República, Jorge Sampaio, é internado no Hospital de Santa Cruz para uma operação ao coração; é-lhe detetada uma malformação numa válvula cardíaca que lhe provocaria uma arritmia, bem como um aneurisma da artéria coronária direita. Tem alta 12 dias mais tarde.[3]

### Maio
- 18 — Durante a final da Taça de Portugal, um dérbi Sporting CP vs. SL Benfica no Estádio Nacional do Jamor, um foguete very-light lançado desde a bancada benfiquista atravessa o campo e atinge fatalmente um adepto sportinguista, Rui Coelho Mendes. O jogo é retomado depois da tragédia; o Benfica derrota o Sporting por 3-1, mas a Taça não é entregue, fazendo o Benfica a festa noutro local.[4]

### Junho
- 30 — Ordenação episcopal de D. António de Sousa Braga enquanto Bispo de Angra.[5]

### Julho
- 17 — Criação da Comunidade dos Países de Língua Portuguesa.[6]
- 27 — O Presidente da República, Jorge Sampaio, é novamente operado ao coração. Pela primeira vez, o Tribunal Constitucional recebe um pedido de impedimento temporário de um Presidente da República: Sampaio é substituído interinamente nas funções por António de Almeida Santos, Presidente da Assembleia da República.[3]

### Agosto
- 3 — As vilas de Santa Cruz, Machico, e Câmara de Lobos, na Ilha da Madeira, são elevadas à categoria de cidade.[7][8][9]
- 7 — A Vila Baleira, no Porto Santo, é elevada à categoria de cidade.[10]
- 10 — Inauguração do Parque Arqueológico do Vale do Coa.[11]

### Novembro

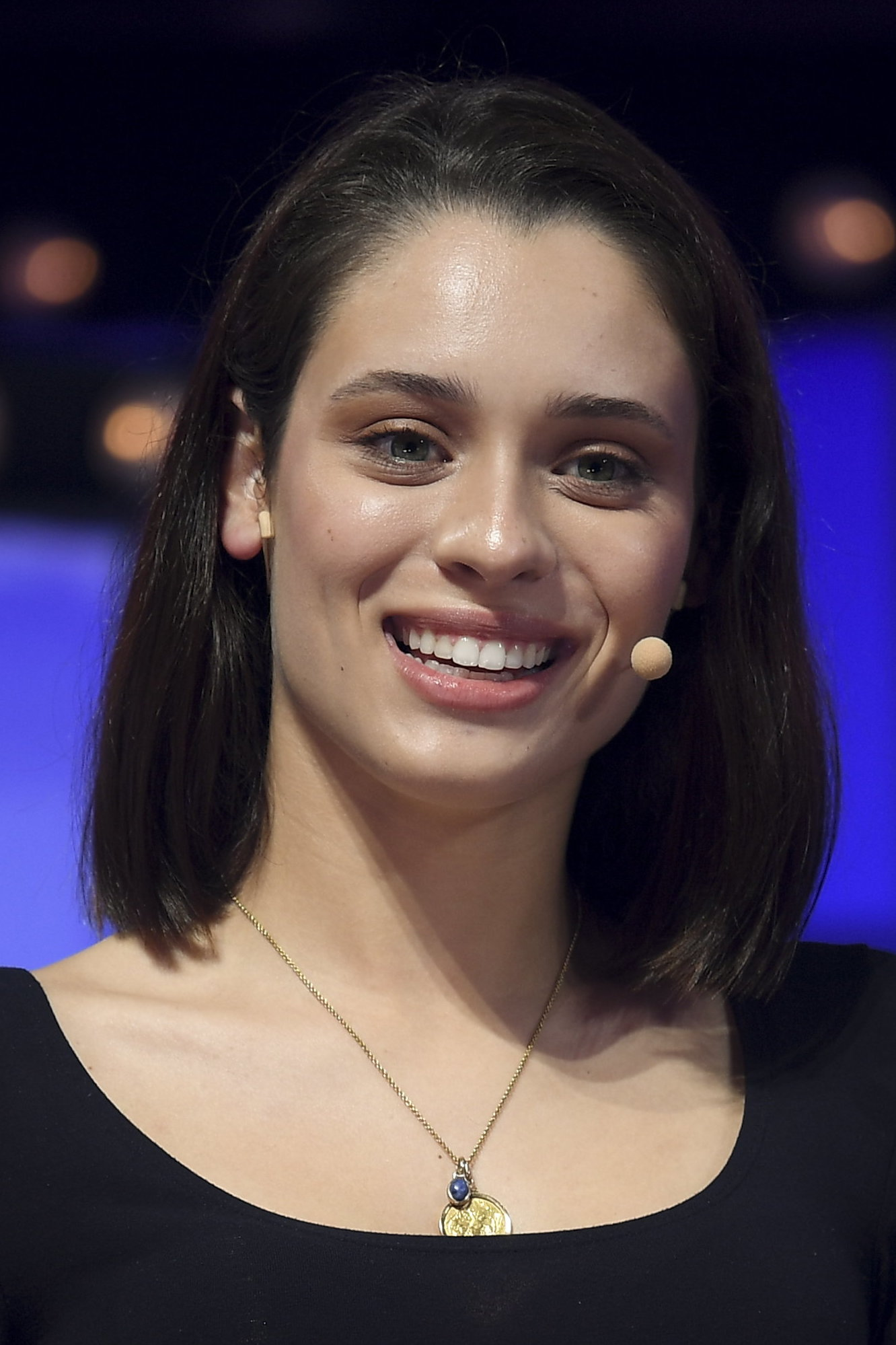
Daniela Melchior

- 7 — Deflagra um incêndio nos Paços do Concelho de Lisboa; com origem na fachada do terceiro andar, o fogo destrói quase na totalidade a cobertura do edifício e provoca grandes danos no segundo e terceiro piso, que obrigaram à necessidade de obras de engenharia civil e a trabalhos de conservação e restauro.[12]
- 28 — Inauguração do Museu Municipal de Pampilhosa da Serra.[13]

### Dezembro
- 5 — O Centro Histórico do Porto, em conjunto com a Ponte Luiz I e o Mosteiro da Serra do Pilar, é inscrito na Lista do Património Mundial da UNESCO, na cidade de Mérida, México.[14]

## Nascimentos

### Março
- 6 — Teresinha Landeiro, fadista[15]

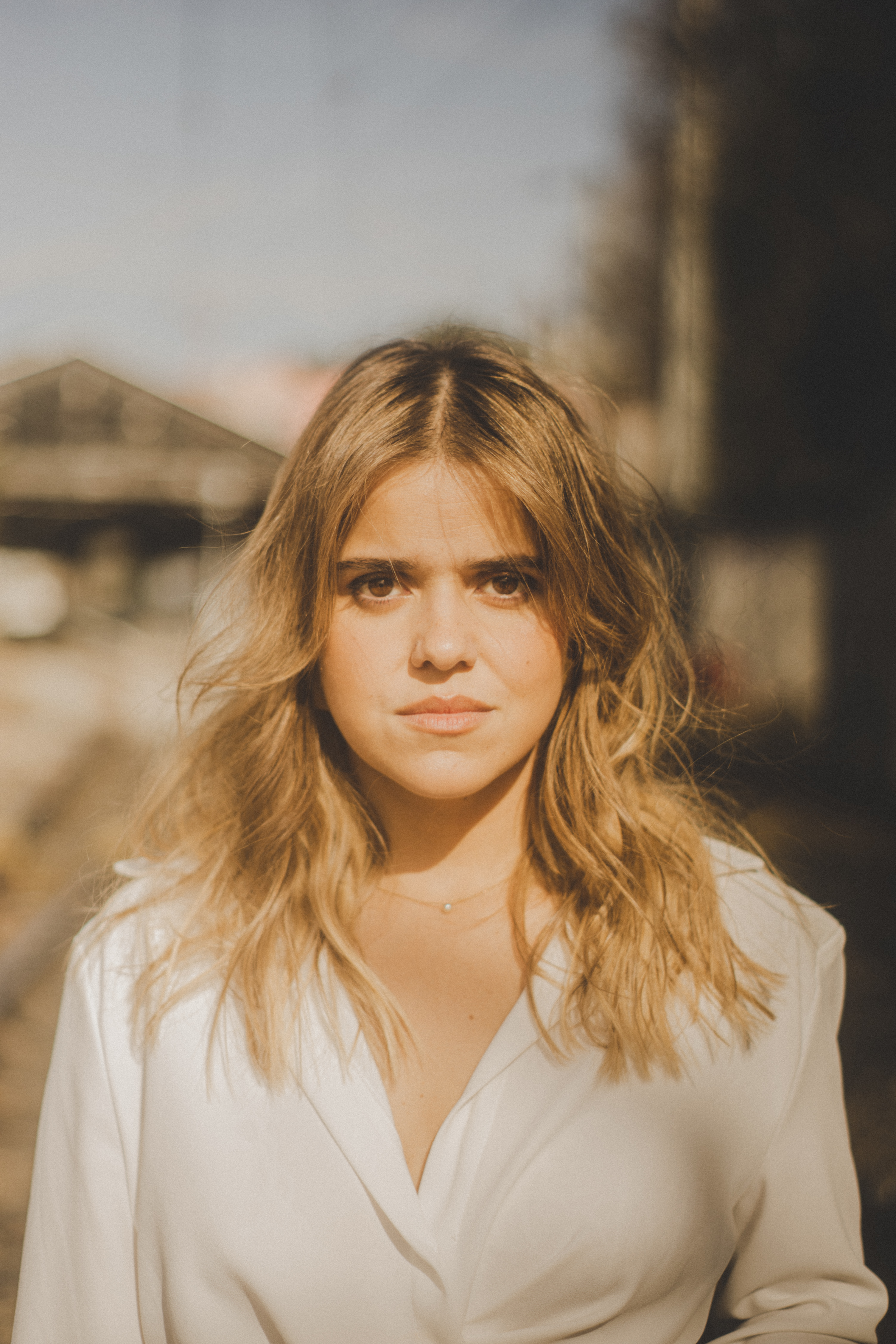
Teresinha Landeiro

- 25 — Afonso de Santa Maria de Bragança, pretendente ao título de Príncipe da Beira[16]

### Maio
- 6 — EU.CLIDES, músico[17]
- 11 — Fernando Daniel, músico[18]

### Setembro
- 5 — Rui Oliveira e Ivo Oliveira, ciclistas

### Outubro
- 7 — David Gomes, ator

### Novembro
- 1 — Daniela Melchior, atriz
- 7 — André Horta, futebolista[19]
- 29 — Gonçalo Guedes, futebolista[20]

### Dezembro
- 1 — Filipa Nascimento, atriz

## Mortes

### Fevereiro
- 13 — Maria Alice, fadista (n. 1904)[21]
- 15 — Fernando Salgueiro, cavaleiro tauromáquico (n. 1913)[22]

### Março
- 1 — Vergílio Ferreira, escritor (n. 1916)[23]
- 18 — Jorge Borges de Macedo, historiador e diretor da Torre do Tombo (n. 1921)[24]

### Abril

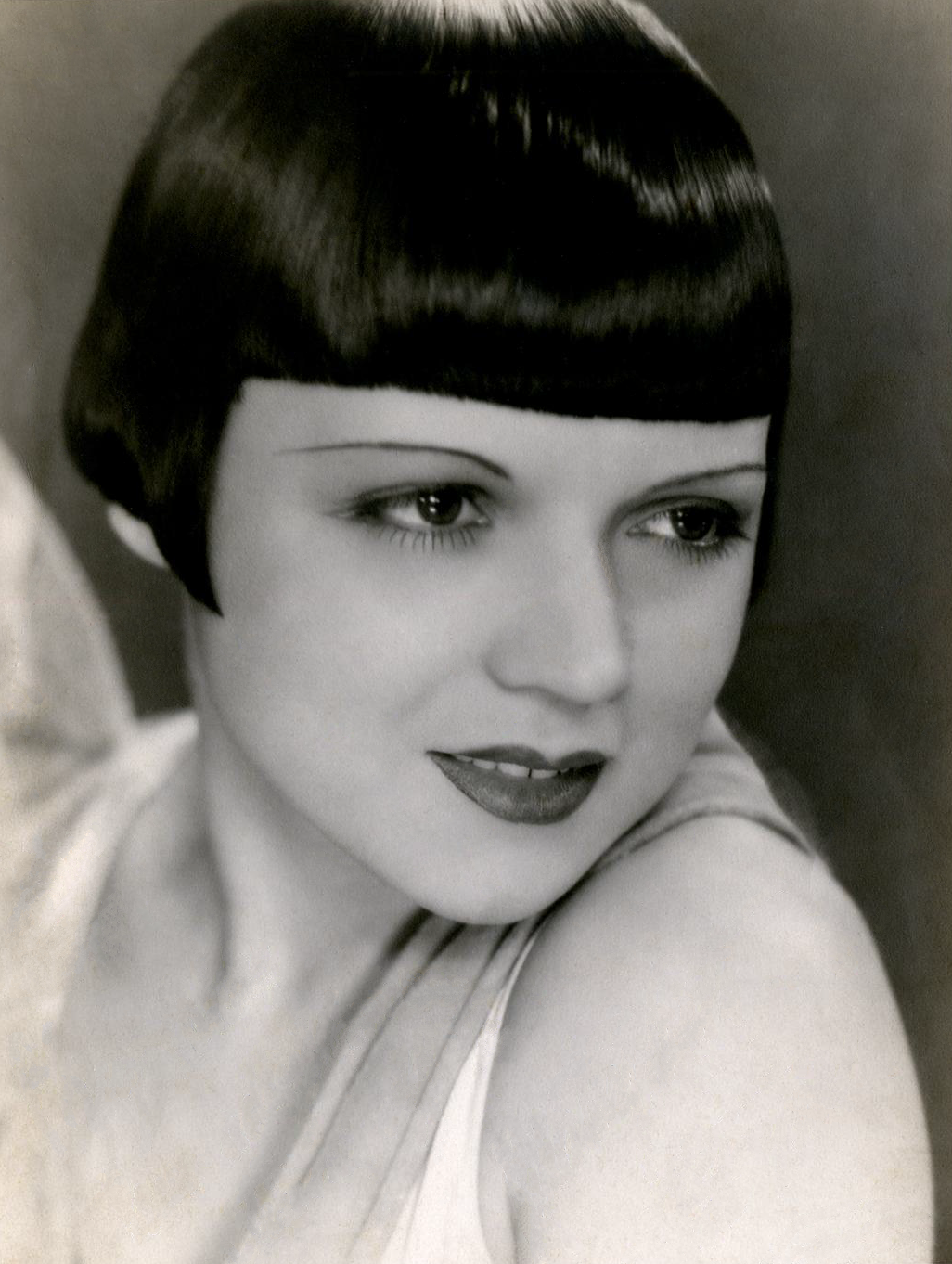
Beatriz Costa

- 15 — Beatriz Costa, atriz (n. 1907)[25]

### Junho
- 12 — Romeu Correia, escritor, dramaturgo (n. 1917)[26]
- 16 — David Mourão-Ferreira, poeta (n. 1927)[27]
- 28 — Maria de Lourdes de Mello e Castro, pintora (n. 1903)[28]

### Julho
- 13 — António Maria Mourinho, etnógrafo e arqueólogo (n. 1917)[29]

### Agosto
- 13 — António de Spínola, oficial do exército, ex-Presidente da República (n. 1910)[30]
- 19 — Vera Lagoa, jornalista, cronista e empresária (n. 1917)[31]
- 19 — Alberto Villaverde Cabral, jornalista (n. 1942)[32]

### Dezembro
- 21 — Olga Cadaval, benemérita das artes (n. 1900)[33]